# Cocoș (astrologie chineză)

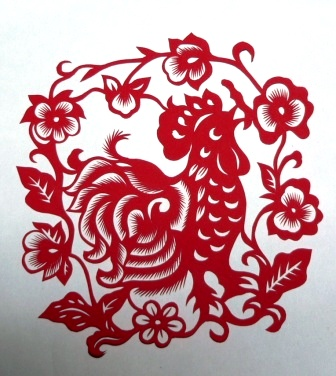
Tăierea hârtiei chinezești

Cocoșul (în chineză simplificată: 公鸡, în chineză tradițională: 公雞) este al zecelea din ciclul de 12 ani al animalelor care apar în zodiacul chinezesc legat de calendarul chinezesc. Anul cocoșului este reprezentat de simbolul ramurii pământene: 酉.
În Zodia Tibetană și în Zodiacul Gurung, pasărea se află în locul cocoșului.

## Anii și cele cinci elemente
Se poate spune că persoanele născute în acești ani s-au născut în „Anul cocoșului”, în timp ce poartă următoarele semne elementare: 
| Data de început   | Data de încheiere | Ramură cerească    |
| ----------------- | ----------------- | ------------------ |
| 22 ianuarie 1909  | 9 februarie 1910  | Cocoșul Pământului |
| 8 februarie 1921  | 27 ianuarie 1922  | Cocoș Metalic      |
| 26 ianuarie 1933  | 13 februarie 1934 | Cocoș de Apă       |
| 13 februarie 1945 | 1 februarie 1946  | Cocoșul de Lemn    |
| 31 ianuarie 1957  | 17 februarie 1958 | Cocoș de Foc       |
| 17 februarie 1969 | 5 februarie 1970  | Cocoșul Pământului |
| 5 februarie 1981  | 24 ianuarie 1982  | Cocoș Metalic      |
| 23 ianuarie 1993  | 9 februarie 1994  | Cocoș de Apă       |
| 9 februarie 2005  | 28 ianuarie 2006  | Cocoșul de Lemn    |
| 28 ianuarie 2017  | 15 februarie 2018 | Cocoș de Foc       |
| 13 februarie 2029 | 2 februarie 2030  | Cocoșul Pământului |
| 1 februarie 2041  | 21 ianuarie 2042  | Cocoș Metalic      |
| 19 februarie 2053 | 7 februarie 2054  | Cocoș de Apă       |
| 5 februarie 2065  | 25 ianuarie 2066  | Cocoșul de Lemn    |
| 24 ianuarie 2077  | 11 februarie 2078 | Cocoș de Foc       |
| 10 februarie 2089 | 29 ianuarie 2090  | Cocoșul Pământului |
| 21 ianuarie 2101  | 16 februarie 2102 | Cocoș Metalic      |

## Elemente de astrologie de bază
| Ramuri pământești:   | 酉 Yǒu                                   |
| Cele cinci elemente: | Metal                                    |
| Yin Yang:            | Yin                                      |
| Lunar, lună:         | Al optulea                               |
| Numere norocoase:    | 5, 7, 8; Evitați: 1, 3, 9                |
| Flori norocoase:     | gladiola, impatiens, cockscomb           |
| Culori norocoase:    | auriu, maro, galben; Evitați: alb, verde |
| Sezon:               | Toamnă                                   |